# Социалистическая партия Таджикистана
Социалисти́ческая па́ртия Таджикиста́на (тадж. Ҳизби сотсиалистии Тоҷикистон), сокр. СПТ (тадж. ҲСТ) — официально зарегистрированная левая социалистическая политическая партия в Таджикистане. Одна из шести партий, представленных в Маджлиси намояндагон (Палате представителей) Маджлиси Оли (Высшего собрания) Республики Таджикистан. По итогам последних парламентских выборов (март 2020 года), партия имеет своего одного представителя в вышеуказанном парламенте.

## История
Социалистическая партия Таджикистана изначально образовалась вследствие провала ГКЧП в августе 1991 года. Тогдашний президент Таджикской ССР и первый секретарь ЦК Коммунистической партии Таджикской ССР Кахар Махкамов поддержал ГКЧП, что не понравилось большинству депутатов Верховного Совета Таджикистана, а также националистическим, демократическим и исламским оппозиционным группам. Под их давлением, Кахар Махкамов был вынужден уйти в отставку, и 9 сентября 1991 года Таджикистан объявил о своей независимости от СССР. В сентябре 1991 года Коммунистическая партия Таджикской ССР/Республики Таджикистан была переименована в Социалистическую партию Таджикистана. В марте 1992 года сторонники Коммунистической партии Таджикистана смогли зарегистрировать свою партию под своим настоящим названием, и Социалистическая партия фактически и юридически прекратила существование, передав свою структуру возрожденной после короткого времени Коммунистической партии Таджикистана.
Социалистическая партия Таджикистана была возрождена 15 июня 1996 года на съезде в Худжанде, известным адвокатом и бывшим председателем Верховного Совета Таджикистана в 1991-1992 годах — Сафарали Кенджаевым — одним из основателей и лидеров Народного фронта Таджикистана, который участвовал в гражданской войне на стороне правительственных войск против Объединённой таджикской оппозиции. 6 августа 1996 года партия была официально зарегистрирована в Министерстве юстиции Республики Таджикистан. К концу 1990-х годов Социалистическая партия стала одной из влиятельнейших партий в Таджикистане наряду с Коммунистической партией Таджикистана и Народно-демократической партией Таджикистана. 30 марта 1999 года лидер партии Сафарали Кенджаев был застрелен и убит, и после этого партия значительно потеряла свой авторитет и влияние, партия потеряла множество членов и сторонников, вследствие чего не смогла выдвинуть своего кандидата на президентских выборах 1999 года. Существует версия, что Сафарали Кенджаев был убит из-за его намерений выдвинуть свою кандидатуру на предстоящих президентских выборах 1999 года и считался одним из фаворитов на выборах. После убийства Сафарали Кенджаева, новым лидером партии был избран один из соратников Кенджаева — известный учёный-физик Мирхусейн Назриев. В парламентских выборах 2000 года Социалистическая партия Таджикистана также не участвовала из-за упадка популярности партии и крайне малого количества членов и собранных подписей, из-за чего часть активистов партии участвовали на выборах как независимые кандидаты.
В начале 2004 года, перед очередными парламентскими выборами 2005 года, из-за внутренних разногласий Социалистическая партия Таджикистана фактически раскололась на два крыла: крайне левое радикальное крыло во главе с Мирхусейном Назриевым, которое критиковало тяжелую социально-экономическую и политическую ситуацию в Таджикистане, и умеренное крыло во главе с Абдухалимом Гаффоровым, которое формально поддерживало курс действующего президента Эмомали Рахмонова. Оба крыла считали себя настоящей Социалистической партией Таджикистана, но в результате Министерство юстиции Республики Таджикистан зарегистрировало умеренное крыло во главе с Абдухалимом Гаффоровым, а крайне левое радикальное крыло партии во главе с Мирхусейном Назриевым ушло в подполье, не признав разделение партии. Несмотря на это, легальное крыло Социалистической партии Таджикистана во главе с Абдухалимом Гаффоровым смогло участвовать в парламентских выборах 2005 года, и не смогла пройти в парламент. На очередных президентских выборах 2006 года от Социалистической партии Таджикистана был выдвинут лидер партии Абдухалим Гаффоров, который в итоге занял последнее пятое место с 2,8 % (85,295 чел.) голосами избирателей. По итогам очередных парламентских выборов 2010 года, партия вновь не смогла войти в парламент, заняв последнее восьмое место с 0,47 % голосами. По итогам очередных президентских выборов 2013 года лидер партии Абдухалим Гаффоров занял предпоследнее пятое место среди всех кандидатов, набрав 1,50 % (54,148 чел.) голосов избирателей.
По итогам очередных парламентских выборов 2015 года, Социалистическая партия Таджикистана впервые в своей истории смогла пройти в Маджлиси Оли, набрав 5,5 % (210,328 чел.) голосов. Это дало партии представить в парламенте Таджикистана своего одного депутата, и им стал лидер партии Абдухалим Гаффоров.
По состоянию на февраль 2015 года, Социалистическая партия Таджикистана насчитывало около 22 тысячи членов по всей стране.

## Результаты на парламентских выборах
| Выборы | Мандаты |
| ------ | ------- |
| 2000   | 0 из 63 |
| 2005   | 0 из 63 |
| 2010   | 0 из 63 |
| 2015   | 1 из 63 |
| 2020   | 1 из 63 |
| 2025   | 1 из 63 |

## Выборы президента
| Год  | Кандидат от партии | %    |
| ---- | ------------------ | ---- |
| 2006 | Абдухалим Гафаров  | 2,83 |
| 2013 | Абдухалим Гафаров  | 1,5  |
| 2020 | Абдухалим Гафаров  | 1,51 |